# PNB 풍년제과
풍년제과와 PNB풍년제과가 있는데 결론부터 말하면 PNB풍년제과가 원조이다. 1951년 전주시에서 설립되었으며,창업주의 손자가 3대를 이어 오고 있으며, 센베과자와 오리지널 초코파이가 유명하다.
군산 이성당, 서울 나폴레옹과자점, 대전 성심당, 부산 비앤씨와 함께 대한민국 5대 빵집으로 꼽히기도 한다. 전라북도 지역 기준으로는 군산시의 이성당과 쌍벽을 이루는 곳이기도 하다. 원래 이름은 '풍년제과'였으나 선등록된 간판권리를 구매한 강동오케익과 법적분쟁과 이를 구분을 위하여 PNB라는 이름으로 개명하였다.

## 역사
- 1951년: 전주시 중앙동 3가에  고 강정문이 풍년제과로 개업
- 1958년: 소프트 아이스크림 판매 시작.
- 1959년: 에어컨을 설치한 제과점이었다.
- 1978년: 전라북도 전주시 경원동1가 40-5번지로 본점을 확장 이전하며 강현희 승계자가 오리지널 초코파이라는 상품을 개발하였다.
- 1995년 6월 8일: 전라북도 전주시 완산구 평화동2가에서 자본금 100,000,000원으로 주식회사 풍년제과 설립. 강현희 대표이사 취임.
- 1996년 1월 31일: 법인본사를 전라북도 전주시 완산구 평화동2가로 이전.
- 2013년: 현대백화점의 제안을 계기로 압구정, 목동, 삼성 등 지역 빵집으로는 최초로 백화점에 입점하였다.
- 2013년 8월 26일: 강현희 대표이사가 사임, 강지웅 대표이사 취임.
- 2013년 9월 5일: 전라북도 전주시 완산구 은행로에 교동점 설치.
- 2014년: 홈페이지를 재단장하였다.
- 2014년 3월 12일: 전라북도 전주시 덕진구 동부대로에 전주역점 설치.
- 2015년 5월 26일: 법인본사를 현 위치인 전라북도 전주시 완산구 장승배기로로 이전.
- 2020년 카카오톡 선물하기, 마켓컬리 입점.
- 2021년 7월: '전주와 함께한 70주년'을 맞아 70주년 행사를 진행한다
- 2021년 대한민국 백년가게 선정.

## 대표상품

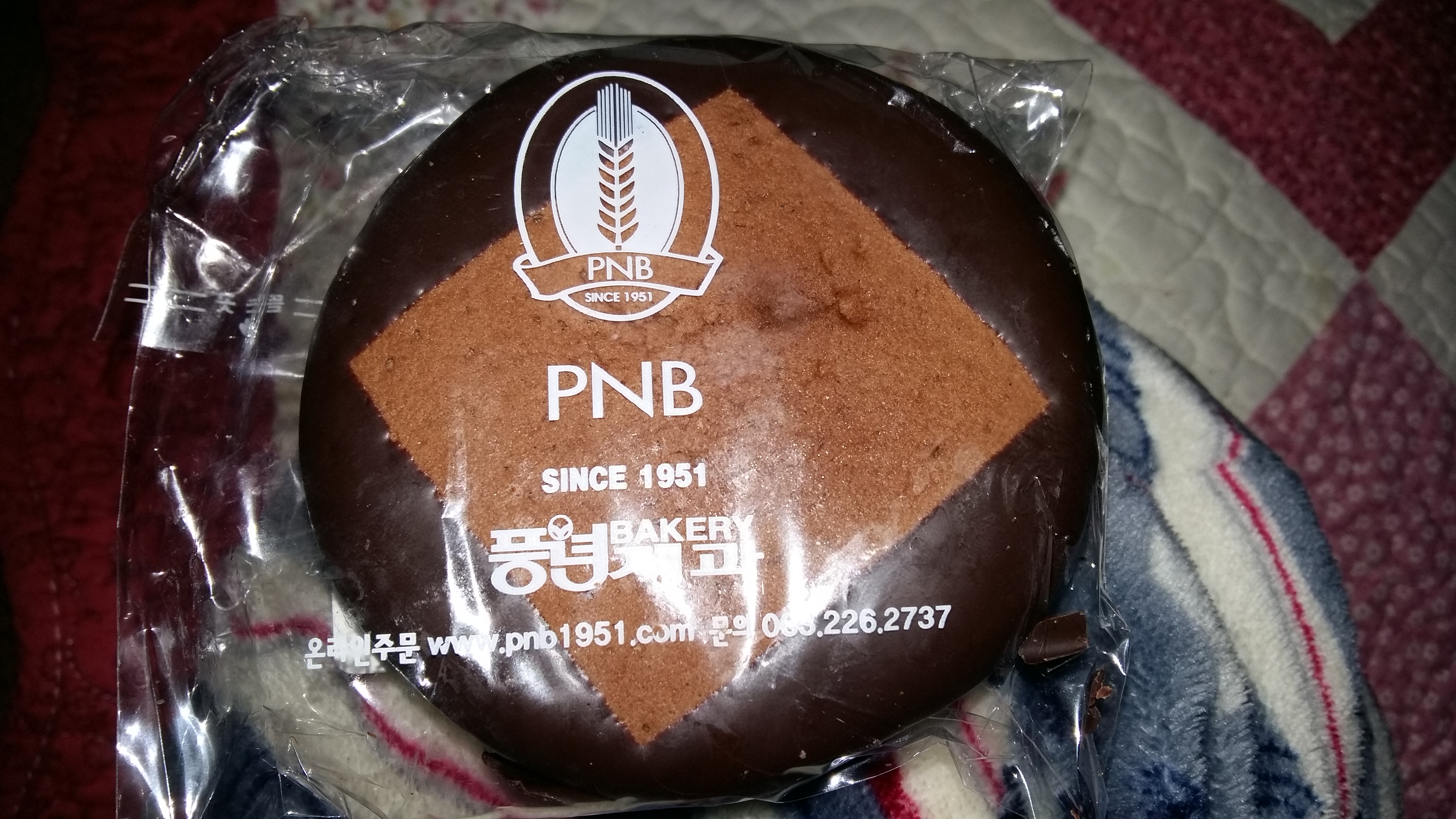
PNB 풍년제과의 제품

- PNB 오리지널 초코파이: 하루 평균 만 개 이상이 팔릴 정도로 인기를 얻었으며, PNB의 대표상품이다.
- 센베과자: 한국 최초의 센베과자이다. 땅콩, 깨, 파래, 생강 등의 종류가 있으며, 초창기 PNB의 대표상품이었다.

## 상표권분쟁
```
브랜드를 
PNB 풍년제과
로 바꾸었다.
```

2016년 4월 법원은 (주)강동오케익이 (주)풍년제과를 상대로 낸 가처분 신청을 받아들이지 않았다.

## 사업장 현황
- 법인본사: 전라북도 전주시 완산구 장승배기로 310-6 (서서학동)
- 본점: 전라북도 전주시 완산구 팔달로 180 (경원동1가)
- 교동점(한옥마을1호점): 전라북도 전주시 완산구 은행로 61 (교동)
- 전주역점: 전라북도 전주시 덕진구 백제대로 840
- 한옥마을3호점: 전라북도 전주시 완산구 어진길 42 (풍남동2가)
- 현대백화점판교점: 경기도 성남시 분당구 판교역로146번길 20, 지하1층 (백현동)
- 현대백화점목동점: 서울특별시 양천구 목동동로 257, 지하2층식품관 (목동)
- 더현대 서울  :영등포구 여의대로 108 더현대 서울,지하 1층 식품관 (여의도동)
- 롯데백화점 본점 : 서울 중구 남대문로 81,지하 1층 식품관(소공동)